# Lundbyes Bank am Arresø
Lundbyes Bank am Arresø, auch Die Bank des Malers Lundbye am Ufer des Arresø (Frederiksværk) (dänisch Lundbyes bænk ved Arresø), ist ein 1899 entstandenes Gemälde des dänischen Malers Lauritz Andersen Ring. Das in Öl auf Leinwand gemalte Bild hat eine Höhe von 43,5 cm und eine Breite von 56 cm. Es zeigt  im Stil des Naturalismus detailreich eine Frühlingslandschaft am Arresø im Norden der Insel Seeland. Rings bildnerische Wiedergabe der heimatlichen Landschaft ist ein Beitrag zur dänischen Nationalromantik und schildert zugleich seine Verehrung für den Maler Johan Thomas Lundbye. Das Gemälde befindet sich im Besitz des dänischen Staates und wird im Museum Ordrupgaard ausgestellt.

## Beschreibung
Das Gemälde Lundbyes Bank am Arresø zeigt das Panorama einer Landschaft im Norden der dänischen Insel Seeland. Der Blick schweift von einem erhöhten Standpunkt über Ackerflächen bis zum im Titel erwähnten See Arresø nahe der Horizontlinie. Links steht in Nahsicht ein vom seitlichen und oberen Bildrand beschnittener Baum mit dickem Stamm und kahlen Ästen. Ring hat mit seiner vom „ausgewiesenen Realismus geprägten“ Malweise die abwechslungsreiche Rindenstruktur detailreich mit einer Palette von Braun-, Grau- und Gelbtönen wiedergegeben. Die Wurzeln des Baumes reichen am unteren Bildrand bis nahe zur Bildmitte. Am oberen Rand ragt ein ungleichmäßiger langer Ast mit knorrigen Zweigen bis fast zum rechten Bildrand. Um den Baum herum verläuft die im Bildtitel benannte Bank, deren Sitzfläche aus blaugrau gestrichenen einfachen Brettern besteht. Diese werden vorn von unregelmäßigen Holzbeinen gestützt, nach hinten ragen die Bretter bis an den Stamm heran.
Durch die hochstehende Sonne des Vorfrühlings mit ihrem „kalten Frühlingslicht“ zeigen sich im Bildvordergrund verschiedene Schattenvarianten. So zeichnen sich unter der Bank diagonal die breiten Bretter der Sitzfläche ab, während neben dem Baum die unbelaubten Äste ihre Schatten als Liniengewirr auf den bräunlichen Boden und die angrenzende grüne Grasfläche werfen. Der Vordergrund wird nach hinten abgeschlossen von einer blattlosen Hecke, die seitlich nach rechts den Hügel hinunter führt und den Übergang zum flachen Land markiert. Hinter der Hecke liegt ein begrünter Hang, in der Ebene reihen sich langgezogene gepflügte braune Felder aneinander, am rechten Bildrand steht teilweise das Wasser auf dem Acker. Daran schließen sich Bereiche mit gelben Schilfrohr an. Vor der Horizontlinie reicht die vom rechten Bildrand beschnittene „leuchtend blaue“ Oberfläche des Sees bis weit in die linke Bildhälfte hinein. In der Ferne erheben sich hinter dem Seeufer einige Wanderdünen und bewaldete Hügel, zudem sind einzelne Häuser zu erkennen. Über diesem Panorama erstreckt sich der blaue Himmel „mit den waagerechten, weißen Streifen der Wolken“.
Auffallend ist die Leere im Bild. Kein Mensch und auch kein Tier bevölkert die verlassen wirkende Szenerie. Zwar zeugen die geflügten Felder von menschlicher Existenz, im Bild sind Personen hingegen nicht zu sehen. Auch der See, auf dessen Fläche sich Fischerboote zeigen könnten, bleibt einsam. Das Fehlen jeglicher Personen wird besonders deutlich beim „eigentlichen Bildmotiv“, der in den Vordergrund gerückten Bank, deren Plätze leer bleiben. Das Bild ist unten rechts datiert und signiert mit „99 L A Ring“.

## Die Landschaft am Arresø – Heimat von Johan Thomas Lundbye
An einem Spätsommertag 1898 unternahm Laurits Anderson Ring einen Ausflug in die Gegend von Frederiksværk, die ihn nachhaltig inspirierte. Rings Begeisterung für die Landschaft ging soweit, dass er sich wenig später hier niederließ und die nächsten Jahre bis 1902 blieb. Die abwechslungsreiche Landschaft mit ihren Wiesen, Wäldern und Dörfern um den See Arresø galt als klassische Landschaft der dänischen Kunst, da hierher in den 1830er und 1840er Jahren bereits Maler des Goldenen Zeitalters gekommen waren. Neben P. C. Skovgaard malte hier vor allem Johan Thomas Lundbye, dessen Eltern in Frederiksværk lebten. Beispiele für Lundbyes Schaffen sind die Werke Landschaft am Arresø mit Blick auf die Wanderdüne bei Tisvilde und Wiese am Arresø, beide von 1838. Auch wenn Ring sich rund 60 Jahre später eigenen malerischen Themen zuwandte, fühlte er sich den Vorbildern des Goldenen Zeitalters verbunden und versuchte „in seinen Landschaftsbildern das Charakteristische der dänischen Topografie aufzuspüren.“

Weitere Werke von Lundbye und Ring aus der Umgebung von Frederiksværk
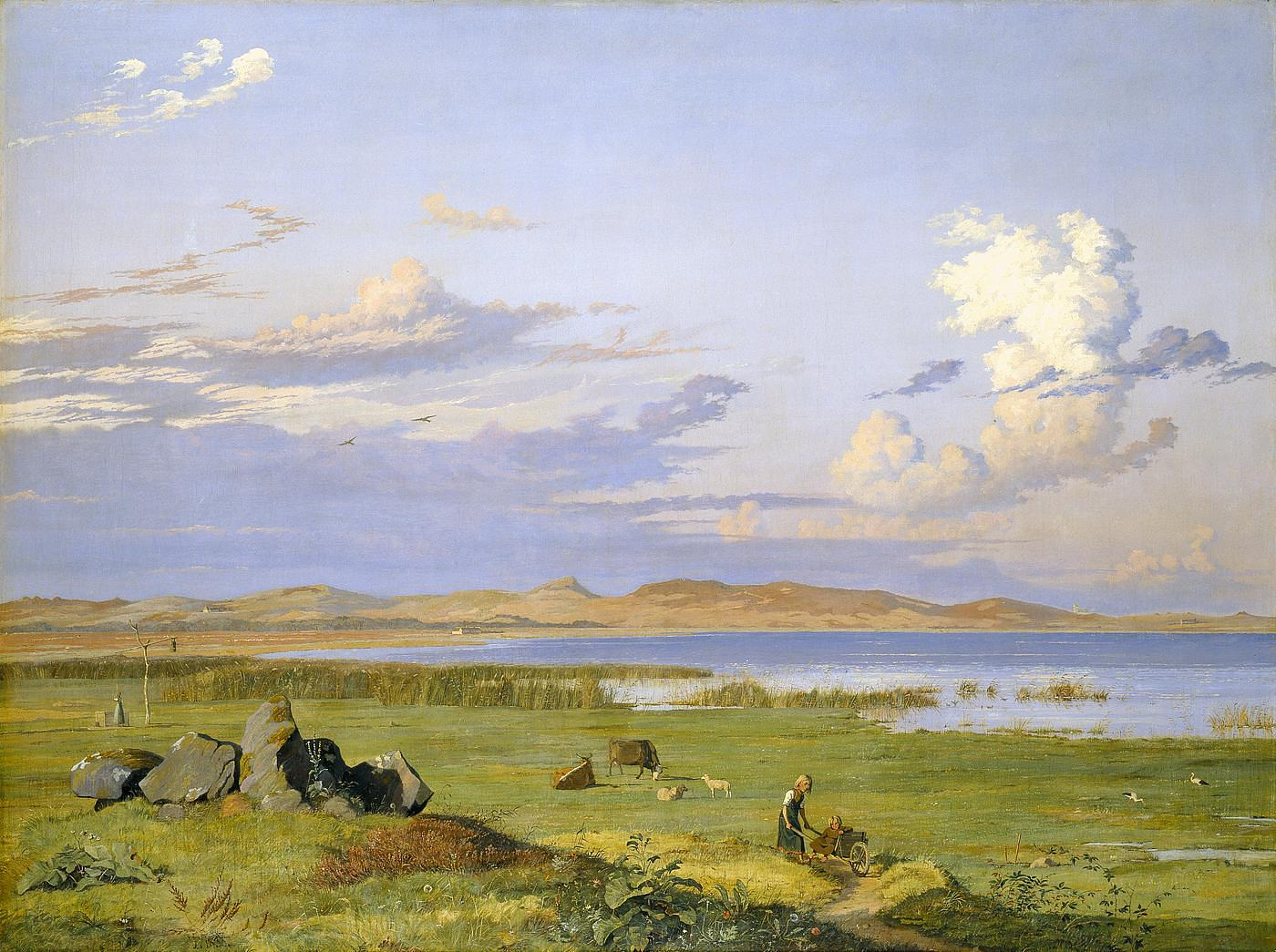
Johan Thomas Lundbye: Landschaft am Arresø mit Blick auf die Wanderdüne bei Tisvilde, 1838, Thorvaldsens Museum
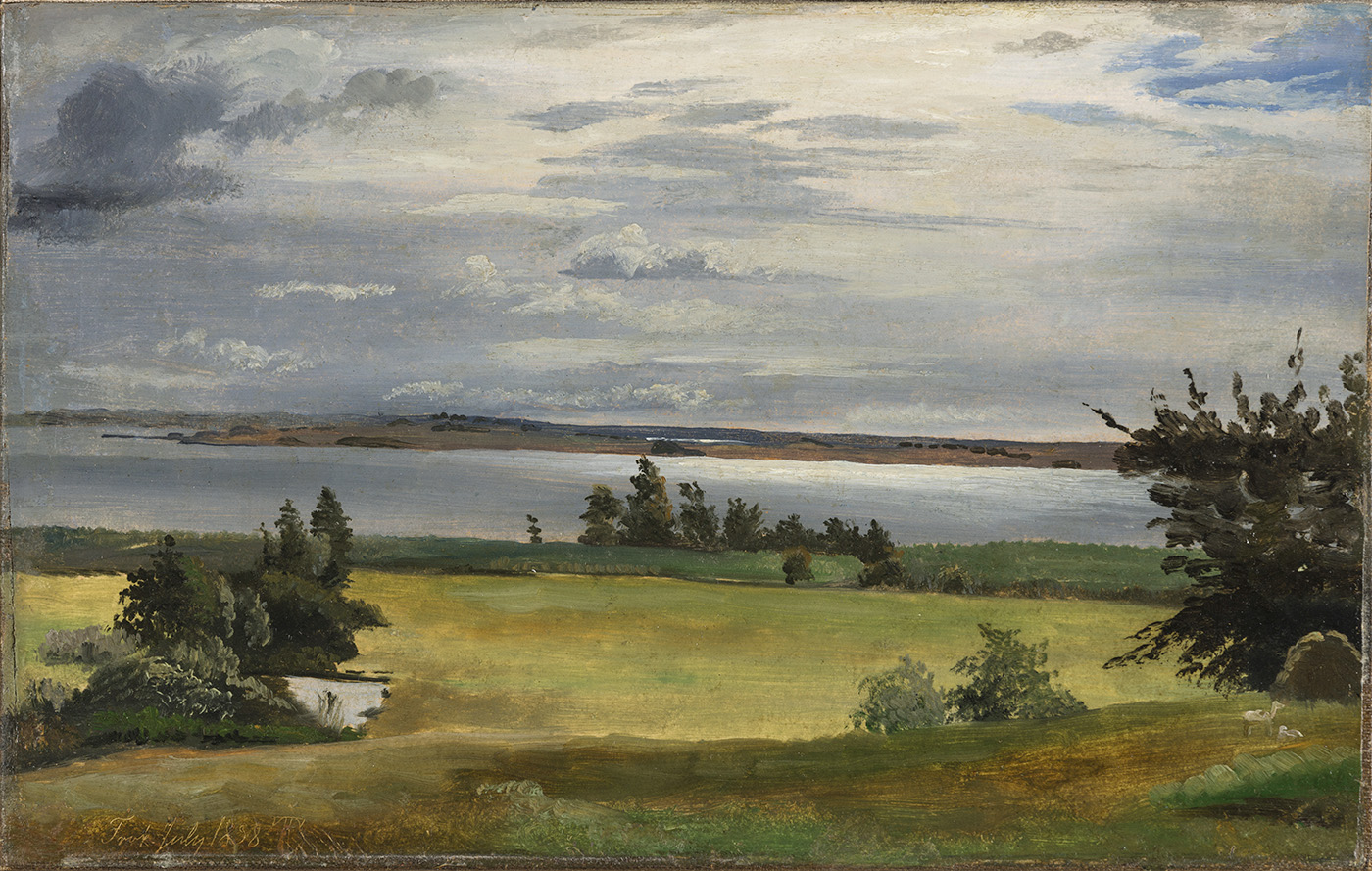
Johan Thomas Lundbye: Wiese am Arresø, 1838, Ordrupgaard
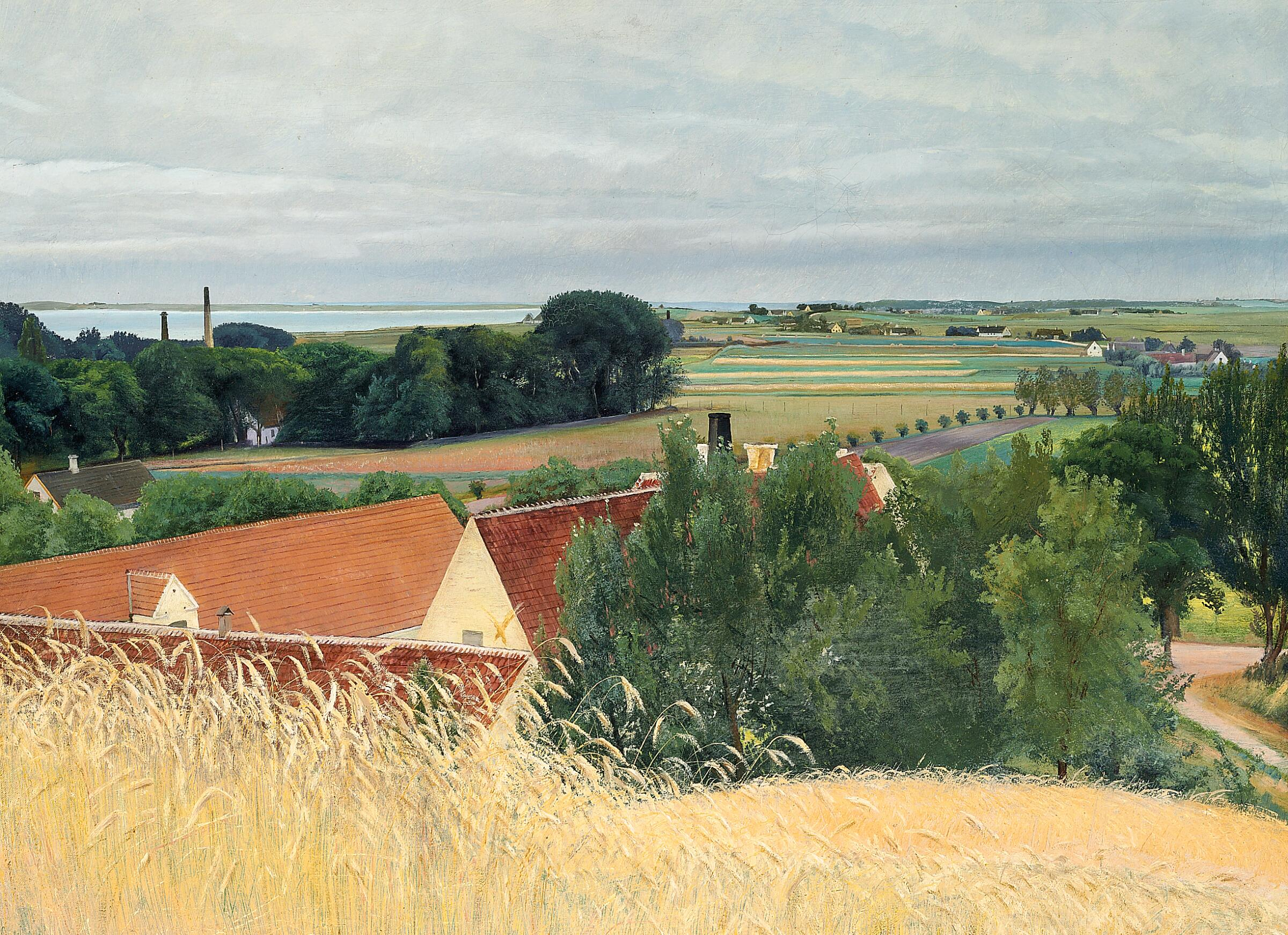
Laurits Andersen Ring: Blick von den Hügeln bei Frederiksværk, 1899, Privatsammlung
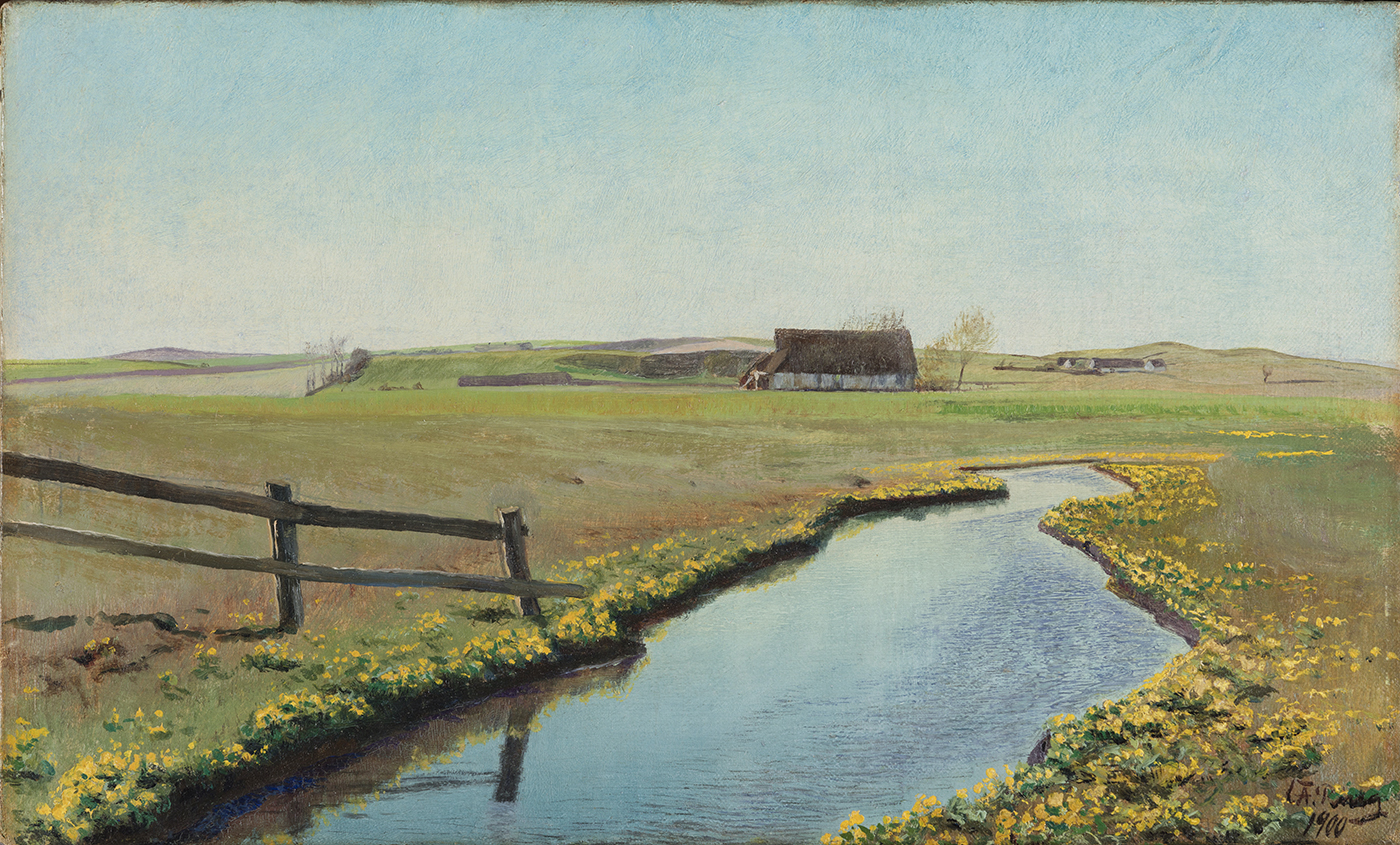
Laurits Andersen Ring: Bach im Frühsommer, 1900, Ordrupgaard

Ring schuf in seiner Zeit in Frederiksværk eine Reihe von Bildern, die teilweise nach Motiven entstanden, die er bei seinen Spaziergängen entlang des hellblauen Arresø entdeckte. Hierzu gehören beispielsweise das ebenfalls 1899 gemalte Werk Blick von den Hügeln bei Frederiksværk und das 1900 entstandene Landschaftsbild Fluss und Hafen bei Frederiksværk. Es ist die Gegend, in der auch Lundbye mehrere Bilder gemalt hatte. Bei seinen Ausflügen muss er auch die Bank auf einem Hügel entdeckt haben, die dem Bild den Titel gab. Die von Anwohnern überlieferte Geschichte, dass es sich hierbei um die Bank handelte, auf die sich Lundbye hingesetzt habe, um das Panorama der Landschaft zu malen, muss dabei nicht zwingend der Wahrheit entsprechen. Für den Autor Mikael Wivel verleiht die Bank dem Bild eine zusätzliche Dimension. Das Requisit in der Landschaft stellt in seiner Beständigkeit einerseits Rings symbolhafte Verbindung zu seinem künstlerischen Vorbild Lundbye dar, andererseits verdeutlicht die leere Bank die Abwesenheit des längst verstorbenen Malers und seiner vergangenen Epoche. Beide Maler waren in ihrem Ansatz verbunden, nicht nur die reine Natur in ihren Werken festzuhalten. Bei Lundbye kamen bei seiner idealisierten Darstellung der heimischen Natur häufig patriotische Gefühle hinzu. In Rings Gemälde Lundbyes Bank am Arresø zeigen sich in malerischer Hinsicht zudem die Einflüsse einer anderen Kultur. Die Leere der Landschaft in der Bildmitte und der angeschnitte Baum mit seinem markant ins Bild ragendem Ast am Bildrand sind gestalterische Elemente, wie sie auch von japanischen Künstlern in ihren Holzschnitten dargestellt wurden. Beispiele hierfür sind die Arbeiten Kameyama von Katsushika Hokusai und Die Pferderennbahn in Takata von Utagawa Hiroshige. Solche Bildkompositionen der japanischen Kunst hatten gegen Ende des 19. Jahrhunderts neben Ring zahlreiche westliche Künstlern adaptiert.

Beispiele für mögliche japanische Vorbilder
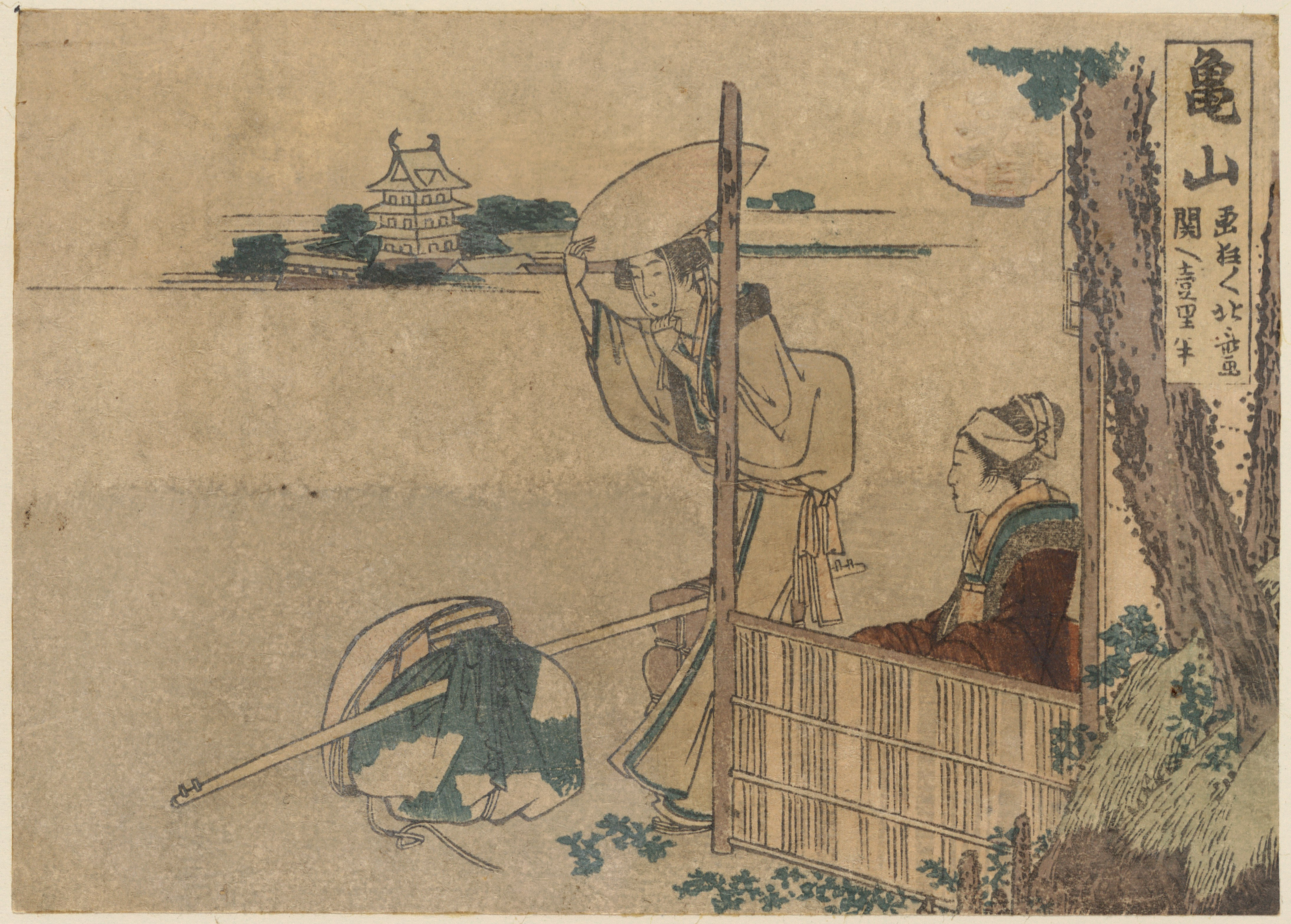
Katsushika Hokusai: Kameyama, 1804, verschiedene Sammlungen
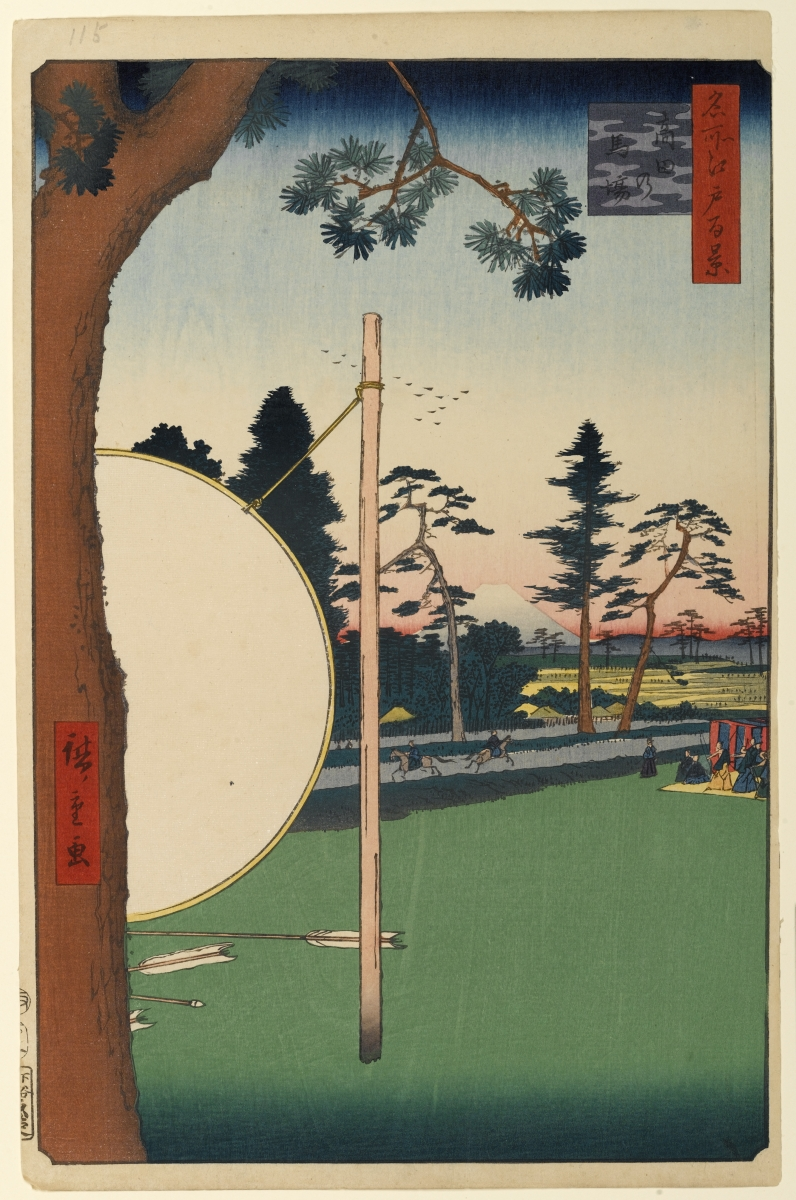
Utagawa Hiroshige: Die Pferderennbahn in Takata, 1857, verschiedene Sammlungen

## Provenienz
Ring verkaufte das Gemälde 1904 an den Kopenhagener Kunstsammler Wilhelm Hansen. Nach dessen Tod 1936 wurde seine Frau Henny Hansen alleinige Besitzerin der umfangreichen Kunstsammlung des Paares. Sie starb 1951 und hatte testamentarisch verfügt, dass die Sammlung und der Landsitz Ordrupgaard als Schenkung an den dänischen Staat gehen sollten, um die Kunstwerke dort öffentlich auszustellen. Das 1953 eröffnete Museum Ordrupgaard zeigt seither die Sammlung Hansen, zu der auch das Gemälde Lundbyes Bank am Arresø gehört. Es wird dort mit der Inventarnummer 56 WH gelistet.